# 中国国民党革命委员会

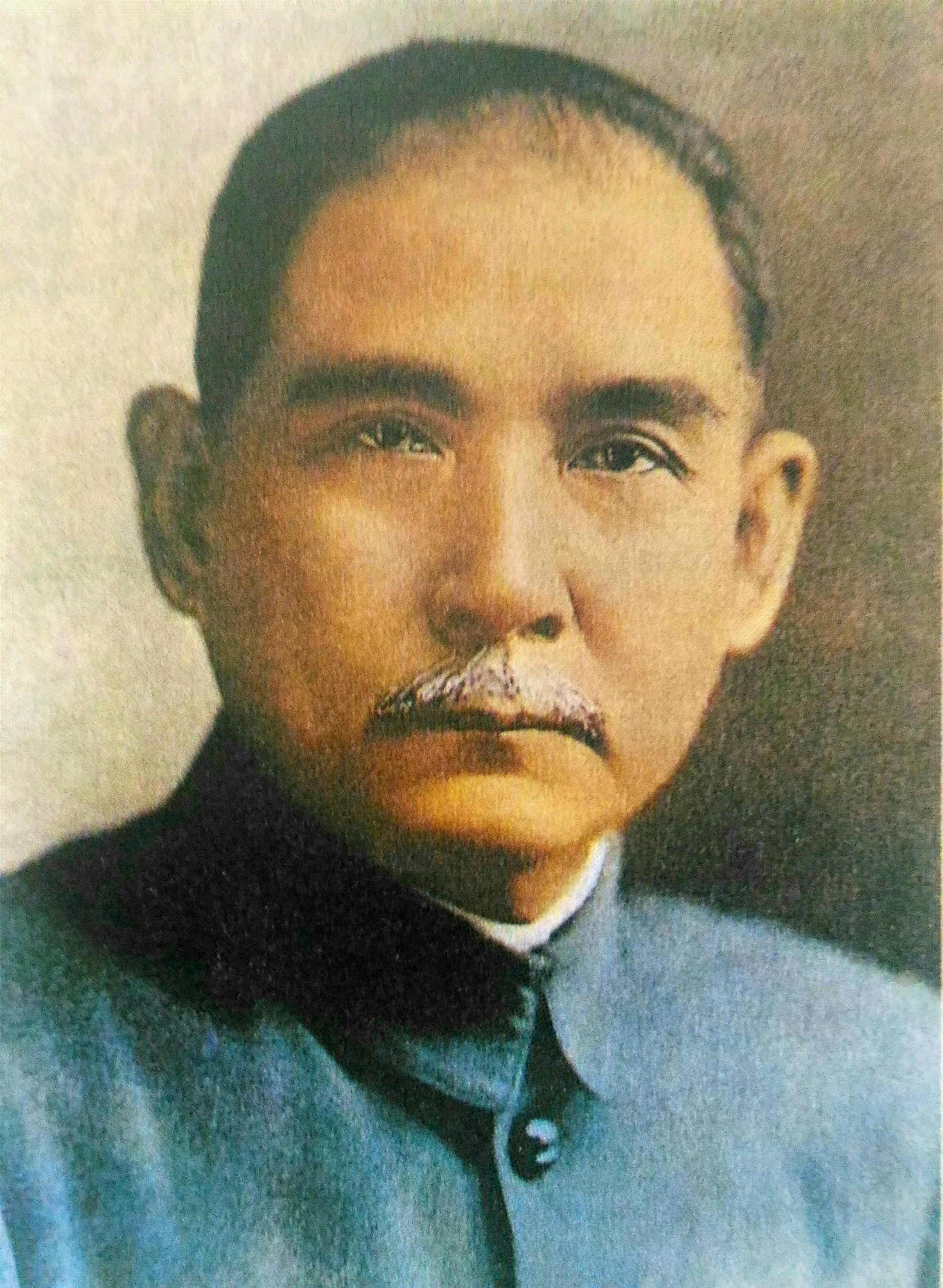
民革在党内各类重要场合皆悬挂孙中山画像，成为民革的历史传统之一

中國国民党革命委员会，简称民革，是中华人民共和国排名第一的民主党派，参与中国共产党领导的多党合作和政治协商制度，民革是现时中华人民共和国全国人大常委会内的第四大党，党员总人数在民主党派中排第六，在全国政党中排第七。
中国国民党革命委员会创立于1948年，后又与三民主义同志联合会和中国国民党民主促进会合并。中国共产党对民革进行政治领导，但表示保证组织独立和法律地位平等，不会干扰民主党派的独立性及日常事务。根据中央有关文件规定对于个别适合做民主党派领导工作的中共党员，在民主党派要求和同意下的前提下，经上级党委批准，可以加入民主党派组织，调到民主党派工作。詹姆斯·D·西摩認為中华人民共和国各民主党派均为中国共产党的卫星党。
该党早期党员多来自国民党左派人士和中華民國國軍易帜、被俘的高级军政人员。该党的主要创建者宋庆龄为迄今为止唯一的中华人民共和国名誉主席。目前，其党员主要来自同原中國國民黨黨員有关系，同台湾各界有联系的中上层人士和中高级知识分子。截至2022年6月底，民革在中华人民共和国30个省、自治区、直辖市建立了组织，有党员15.8万余人。

## 历史

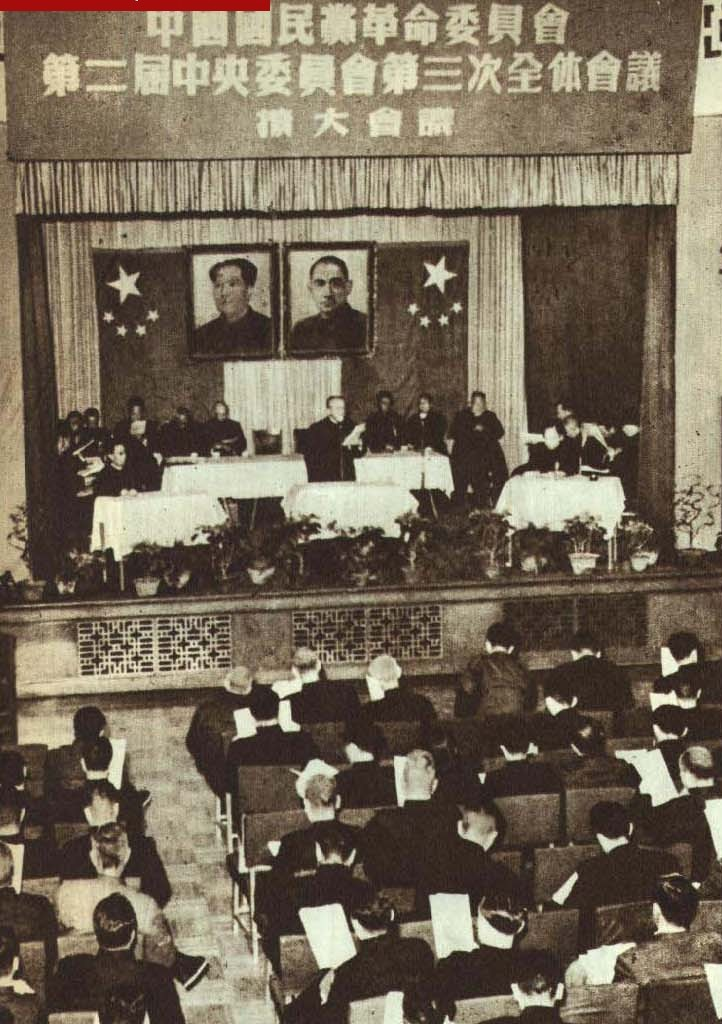
1953年中国国民党革命委员会第二届中央委员会第三次会议

第二次世界大战结束后，中國国民党和中國共產黨之间的关系日趋紧张，内战一触即发。
1945年和1946年以国民党左派为基本骨干的三民主义同志联合会（简称“民联”）和中国国民党民主促进会（简称“民促”）分别在重庆和广州成立。由此，国民党左派成员正逐渐与国民党右派脱离。
1947年11月，民联、民促和国民党其他左派人士在香港召开第一次代表会议，决定联合组成中国国民党革命委员会；1948年1月1日，会议宣布“中国国民党革命委员会”正式成立，并推举国民党创建人孙中山先生的遗孀宋庆龄女士为该党的名誉主席（但宋庆龄从未正式加入民革），李济深为主席，何香凝、冯玉祥等入选該組織的中央领导机构。
1948年中華民國總統選舉期间，中共利用民革製造国民党内部人事矛盾。例如，民革曾与中共达成默契，先怂恿程潜竞选副总统，若得以实现「联合政府」，则保持其副总统地位。程潜竞选失败之后，转而怂恿程潜割据湖南，暗中反叛政府。民革还曾利用黄紹竑联络桂系人物，同时怂恿李宗仁竞选副总统，给程潜制造激烈矛盾。李宗仁竞选副总统成功后，民革一面煽动李宗仁等反对蔣中正，又一面煽动程潜对抗白崇禧的军力。再如，龙云后来被中共批斗时争辩说，他与民革有密切关系，尤其在大选之后，曾為中共笼络国民党在西南地区之重要党员，使西南处於割裂状态，曾经有功有利於中共。
1949年，李济深、何香凝、柳亚子等民革代表受中国共产党邀请，参加中国人民政治协商会议第一届全体会议，并参与《共同纲领》的制定和选举出中华人民共和国第一届中央人民政府相關職務人員。
宋庆龄、李济深当选中央人民政府副主席，程潜当选人民革命军事委员会副主席，谭平山、朱学范、傅作义、李德全、何香凝分别任中央人民政府部委的部长和主任。1949年11月，中国国民党左派第二次全国代表会议在北京举行，决定将“民革”、“民联”、“民促”和国民党其他左派力量整合为一个，即中国国民党革命委员会（“民联”、“民促”同时宣告结束）。
现在的民革，着重吸收以同原国民党黨員有关系，同台湾各界有联系的中上层人士和中高级知识分子。有代表性的如曾任民革中央主席的李济深之子李沛瑶、北平市市长何思源之女何鲁丽。另有一些与中华民国北洋政府有关的人士如北洋政府代理大总统冯国璋的曾孙冯巩。
目前，除西藏外，民革在中国大陸的其他30个省、自治区、直辖市都建立了党支部。

## 中央机构

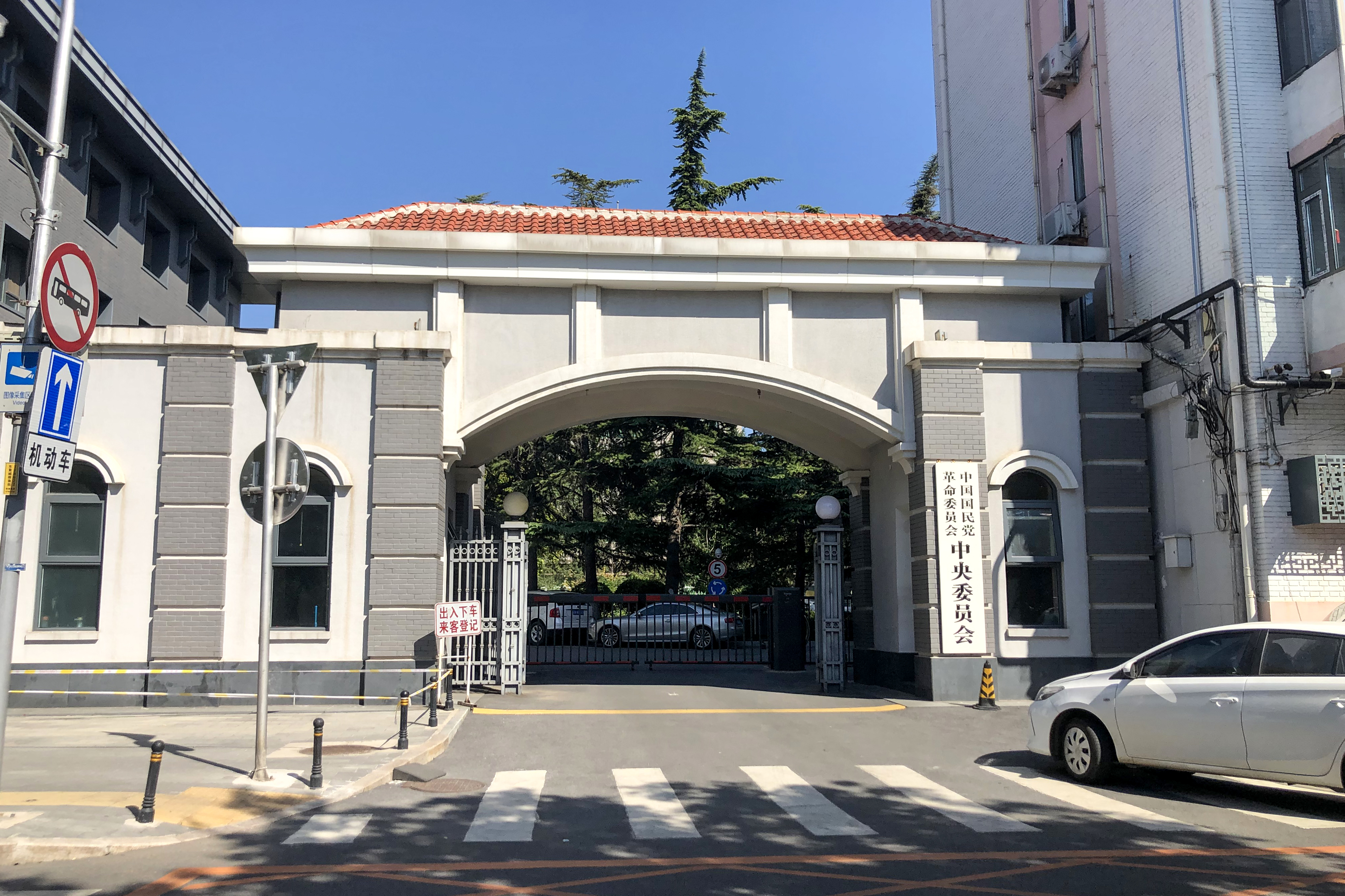
民革中央所在地

中国国民党革命委员会中央委员会设有办公厅、组织部、宣传部、联络部、社会服务部、调研部等6个工作部门，设有经济委员会、“三农”委员会、社会和法制委员会、教科文卫体委员会、人口资源环境委员会、祖国和平统一促进委员会、理论研究与学习委员会、妇女和青年工作委员会等8个专门委员会，主办《团结报》和《团结》杂志，主管中华中山文化交流协会、民革中央孙中山研究学会、民革中央画院，并有团结出版社、中国通和经济开发咨询服务中心等下属机构。

## 中央主席
民革中央主席指的是中国国民党革命委员会中央权力机构的最高领导人，是當前中国国民党革命委员会的政党领袖，同時也是中央委員會之主席。其最高領導人一般兼任全国人民代表大会常务委员会副委员长（副議長）职务，位列副国级党和国家领导人。

## 地方政府任職
民革在中國大陸各省級行政區政府中任職正副首长的，共有3人
| 姓名   | 職務               | 學歷         |
| ------ | ------------------ | ------------ |
| 白清元 | 内蒙古自治区副主席 | 工商管理硕士 |
| 蒋涤非 | 湖南省副省長       | 工学博士     |
| 徐明非 | 陕西省副省长       | 工学博士     |

## 党员
关于党员，在民革第十四届全国代表大会修订，并于2022年12月9日通过的最新版党章中，有下述规定：
第一章 党员
第一条 中华人民共和国公民，符合本党发展党员条件，愿意遵守本党章程，可以申请加入本党。
第二条 发展党员，把政治标准放在首位，实行发展与巩固相结合，注重政治素质，坚持以大中城市为主，有计划地稳步发展的基本方针。
本党重点发展对象是同原中国国民党有关系的人士、同本党有历史联系和社会联系的人士、同台湾各界有联系的人士、社会和法制专业人士、农业农村农民工作研究领域专业人士，着重吸收其中有代表性的中上层人士和高、中级知识分子。
目前，一般只有年滿28週歲、擁有中華人民共和國國籍、在中國大陸擁有本科及以上學歷且不为工人、农民、在校学生、共青团员身份的人，才能加入中国国民党革命委员会。

## 国家领导人选举

### 中华人民共和国中央人民政府副主席
| 年份 | 姓名   | 排名 |
| ---- | ------ | ---- |
| 1949 | 李济深 | 4    |

### 中华人民共和国副主席
| 年份   | 参选人 | 主席团提名 | 赞成票 | 反对票 | 弃权 | 当选 |
| ------ | ------ | ---------- | ------ | ------ | ---- | ---- |
| 1959年 | 宋庆龄 |            | ?      | ?      | ?    | 是   |
| 1964年 | 宋庆龄 |            | ?      | ?      | ?    | 是   |

### 全国人大常委会副委员长
| 届别       | 年份   | 参选人 | 主席团提名 | 赞成票 | 反对票 | 弃权 | 当选 | 排名 |
| ---------- | ------ | ------ | ---------- | ------ | ------ | ---- | ---- | ---- |
| 第一届     | 1954年 | 宋庆龄 |            |        |        |      | 是   | 1    |
| 第一届     | 1954年 | 李济深 |            |        |        |      | 是   | 3    |
| 第二届     | 1959年 | 李济深 |            |        |        |      | 是   | 2    |
| 第二届     | 1959年 | 何香凝 |            |        |        |      | 是   | 14   |
| 第三届     | 1965年 | 何香凝 |            |        |        |      | 是   | 6    |
| 第三届     | 1965年 | 程潜   |            |        |        |      | 是   | 12   |
| 第三届     | 1965年 | 张治中 |            |        |        |      | 是   | 16   |
| 第四届     | 1975年 | 宋庆龄 |            |        |        |      | 是   | 2    |
| 第五届     | 1978年 | 宋庆龄 |            |        |        |      | 是   | 1    |
| 第五届     | 1980年 | 朱学范 |            |        |        |      | 补选 | --   |
| 第六届     | 1983年 | 朱学范 |            |        |        |      | 是   | 9    |
| 第七届     | 1988年 | 朱学范 |            |        |        |      | 是   | 5    |
| 第八届     | 1993年 | 李沛瑶 |            |        |        |      | 是   | 18   |
| 第九届     | 1998年 | 何鲁丽 |            |        |        |      | 是   | 11   |
| 第十届     | 2003年 | 何鲁丽 |            |        |        |      | 是   | 4    |
| 第十一届   | 2008年 | 周铁农 |            |        |        |      | 是   | 7    |
| 第十二届   | 2013年 | 万鄂湘 |            | 2,970  | 0      | 0    | 是   | 11   |
| 第十三届   | 2018年 | 万鄂湘 |            | 2,970  | 0      | 0    | 是   | 7    |
| 第十四届   | 2023年 | 郑建邦 |            | 2,952  | 0      | 0    | 是   | 4    |
| 参考资料： |        |        |            |        |        |      |      |      |

### 全国政协副主席
| 年份   | 参选人 | 主席团提名 | 赞成票 | 反对票 | 弃权 | 当选 |
| ------ | ------ | ---------- | ------ | ------ | ---- | ---- |
| 2013年 | 齐续春 |            | 2,237  | 0      | 0    | 是   |
| 2018年 | 郑建邦 |            | 2,158  | 0      | 0    | 是   |
| 2023年 | 何报翔 |            |        |        |      | 是   |

## 外部連結
- 中国国民党革命委员会中央委员会（简体中文）
  - （页面存档备份，存于）（简体中文）
- 《團結報》（民革機關報）（页面存档备份，存于）（简体中文）